# Olga Laiuk
Olga Laiuk (en ukrainien : Ольга Лаюк), née le 17 mai 1984, est une handballeuse internationale ukrainienne.

## Palmarès

### Compétition nationale
- Championne de Turquie en 2012, 2013, 2014 et 2016

### Sélection nationale
- 16e du Championnat d'Europe 2016[1]